# Aniello Falcone

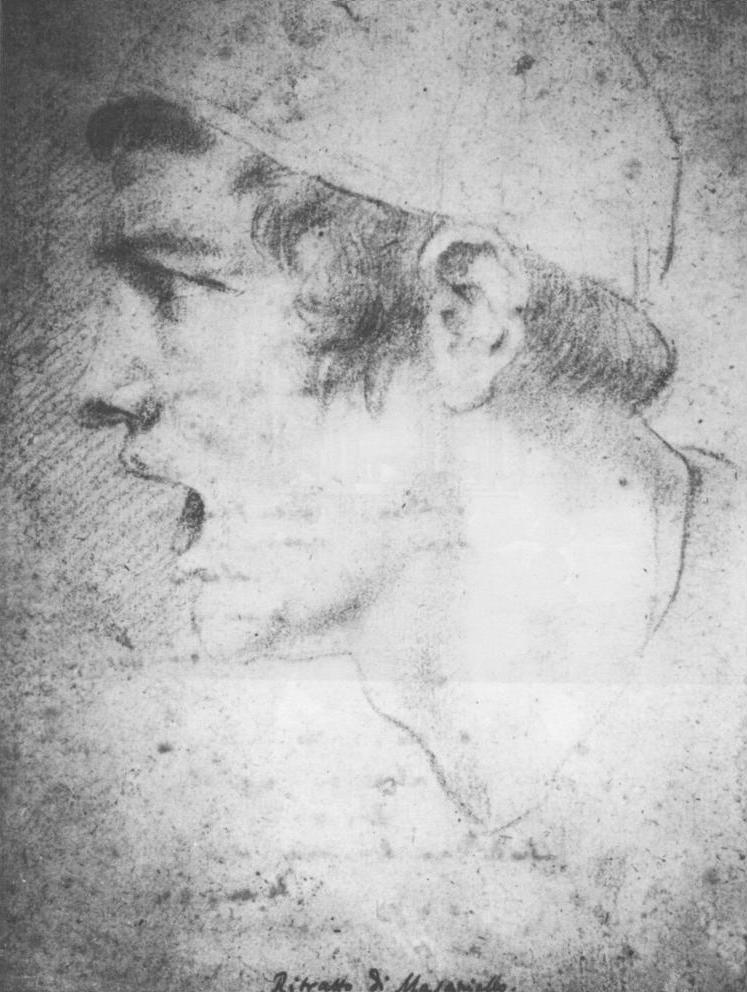
Retrato de Masaniello, dibujo realizado h. 1649 por Aniello Falcone.

Aniello Falcone (1600-1665) fue un pintor barroco italiano, activo en Nápoles y destacado por sus obras en las que representaba escenas de batallas. 

## Biografía
Nacido en Nápoles, hijo de un comerciante, mostró su inclinación a la pintura a temprana edad. Primero recibió algunas enseñanzas de un pariente y luego se convirtió en uno de los más destacados discípulos de José de Ribera. Salvatore Rosa, a su vez, se dice que fue aprendiz de Falcone. 
Además de las escenas de batalla, grandes y pequeñas, tomadas de la Biblia o de la historia profana, pintó cuadros de asunto religioso, que han sido poco valorados. Como pintor de batallas llegó a ser célebre como Giacomo Borgognone y fue llamado L' Oracolo delle Battaglie. Sus obras destacan por su movimiento, variedad, la naturaleza y el cuidado del color. 
Hacia 1635-38 participó en un gran conjunto de pinturas sobre la antigua Roma, encargado para el Palacio del Buen Retiro en Madrid; el Museo del Prado conserva varias de ellas.
Falcone fue audaz, generoso, acostumbrado a las armas y un excelente esgrimidor. En la insurrección de 1647, dirigida por Masaniello, Falcone se mostró sangriento vengando la muerte, a manos de dos españoles, de un sobrino y de un alumno en la escuela de pintura que había establecido en Nápoles. Salvator Rosa y Carlo Coppola, entre otros, con el propio Falcone, formaron una banda armada denominada Compagnia della Morte, (Compañía de la Muerte) que luchaba en las calles durante el día, y por la noche eran grandes pintores. 
Restaurado el orden en Nápoles, Falcone y Salvator Rosa fueron expulsados a Roma; aquí Giacomo Borgognone descubrió las obras de Falcone y se convirtió en su amigo. Después, un caballero francés le indujo a viajar a Francia, donde el rey, Luis XIV, se convirtió en uno de sus más destacados clientes. En última instancia, Jean-Baptiste Colbert obtuvo permiso para que volviese a Nápoles y allí murió en 1665. 
Dos de sus escenas de batalla se han expuesto en el Louvre y en el museo de Capodimonte. Falcone también pintó un retrato de Masaniello, grabados y algunas placas. Entre sus principales alumnos, además de Rosa y Coppola (cuyas obras a veces se atribuyen al mismo Falcone), fueron Domenico Gargiulo, Paolo Porpora, Francisco Pérez Sierra y Andrea di Lione.

## Galería de obras

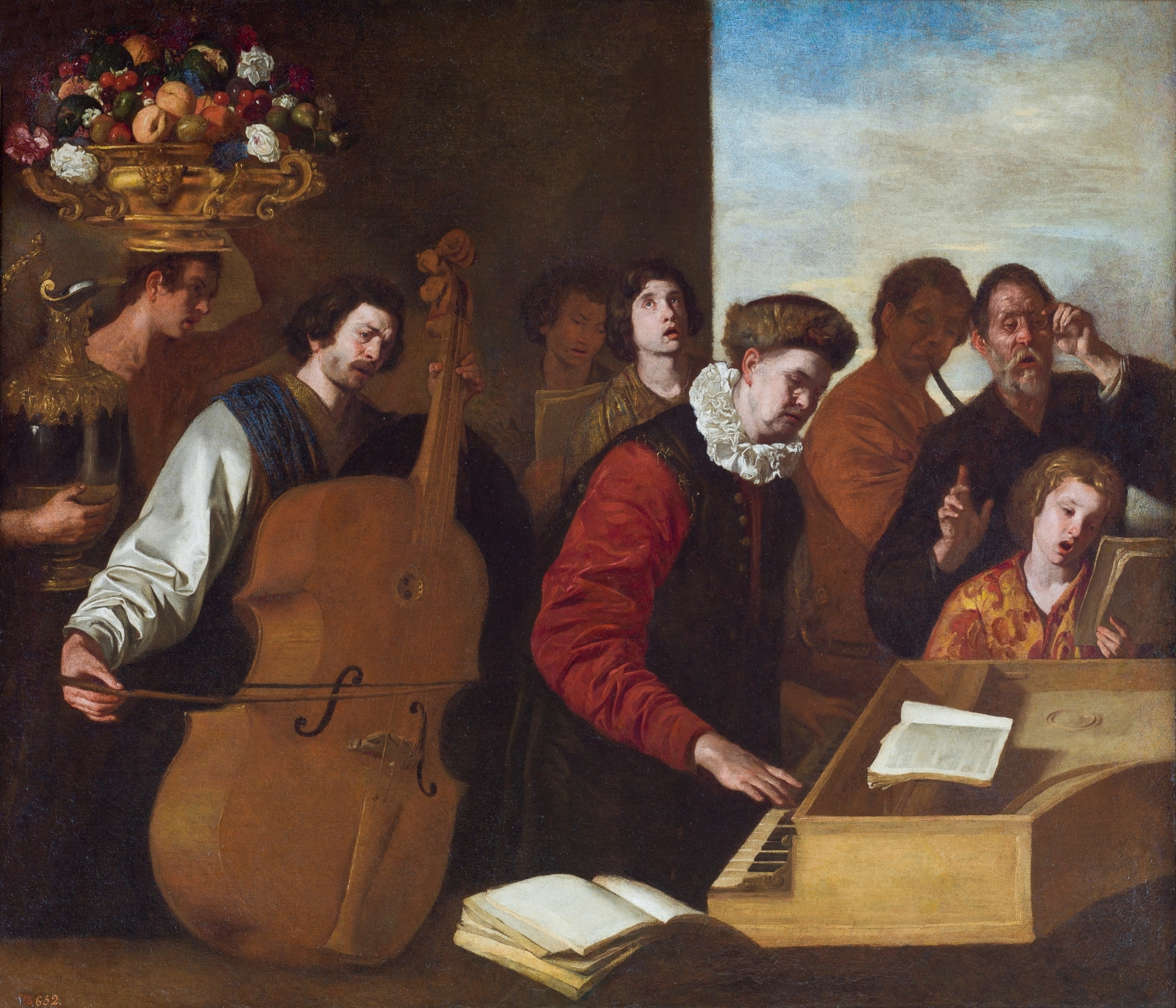
El concierto (Madrid, Museo del Prado)
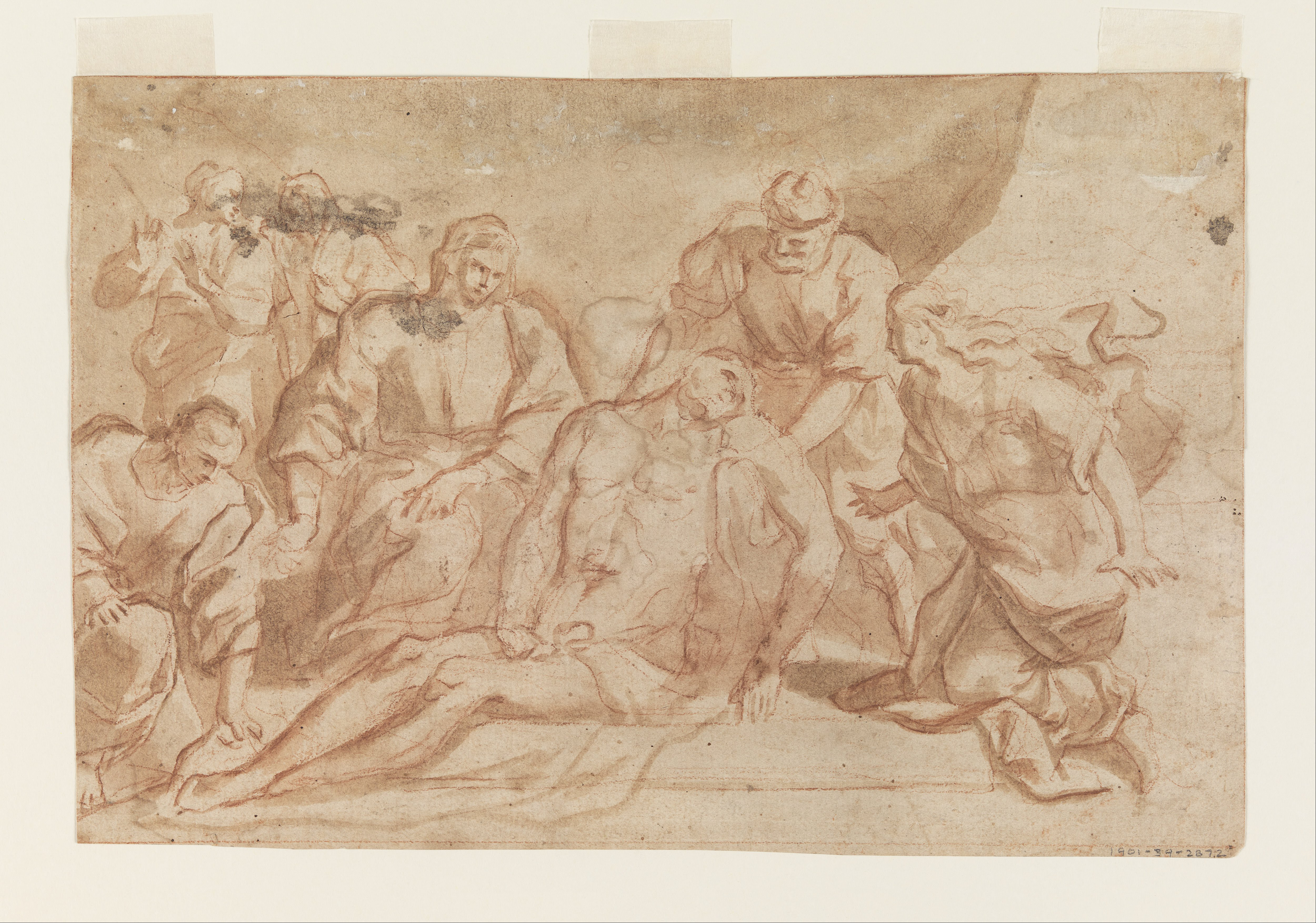
Descendimiento de Cristo (dibujo; museo Cooper Hewitt, Nueva York)
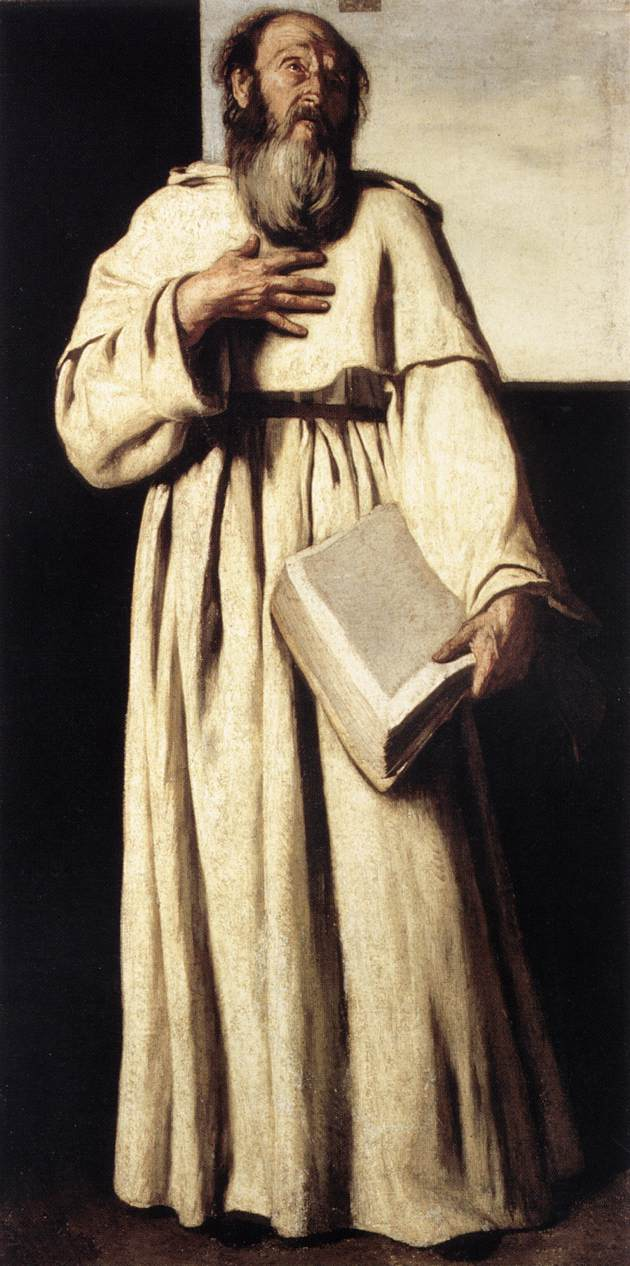
El anacoreta (Galleria Nazionale d'Arte Antica, Roma)

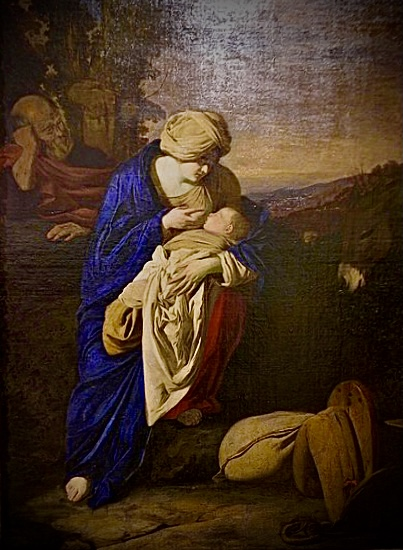
Descanso en la huida a Egipto, Museo Diocesano de Nápoles
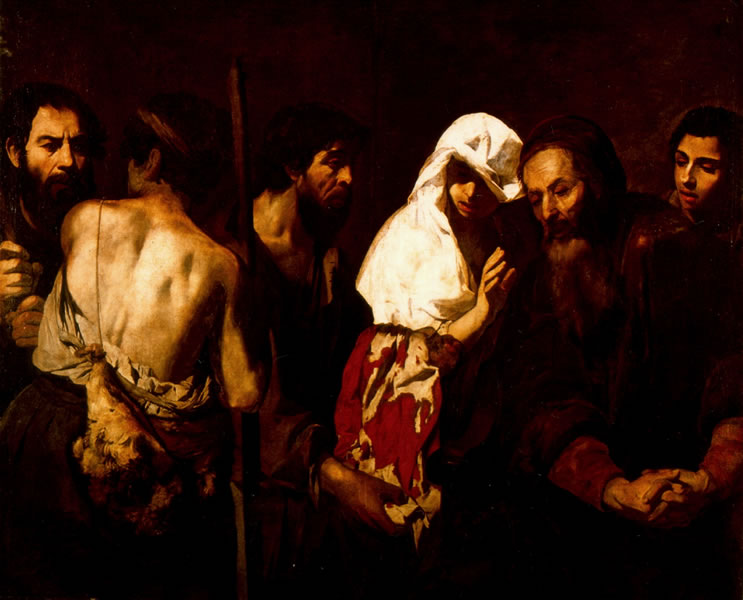
Jacob contempla la túnica ensangrentada de su hijo José, Museo Nacional de Arte Medieval y Moderno de Basilicata, Matera
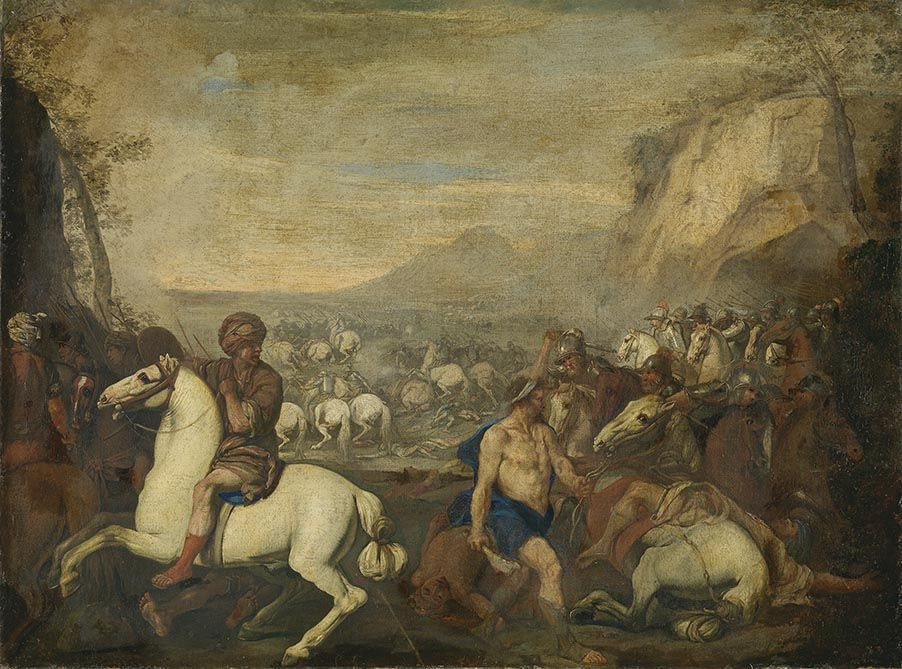
Sansón contra los filisteos, Alte Pinakothek, Monaco di Baviera
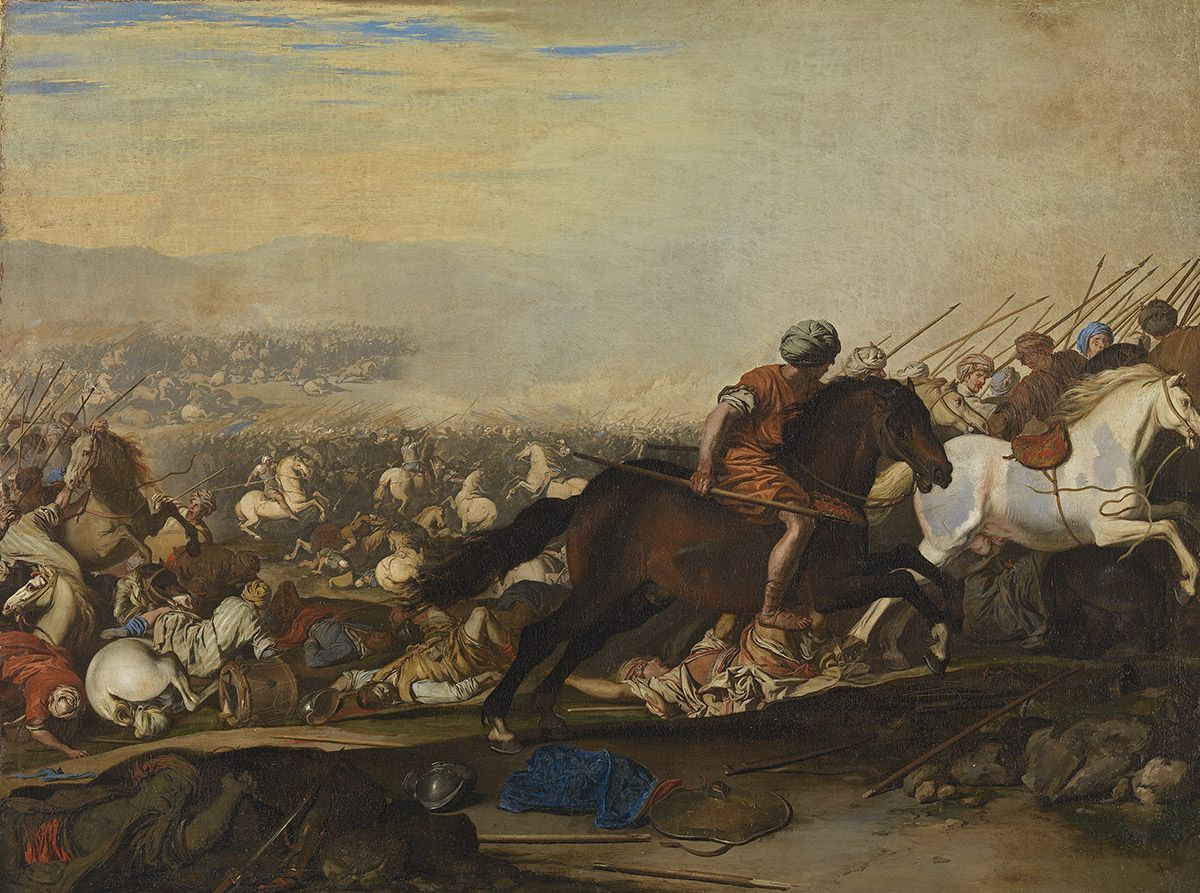
imagen de batalla, Alte Pinakothek
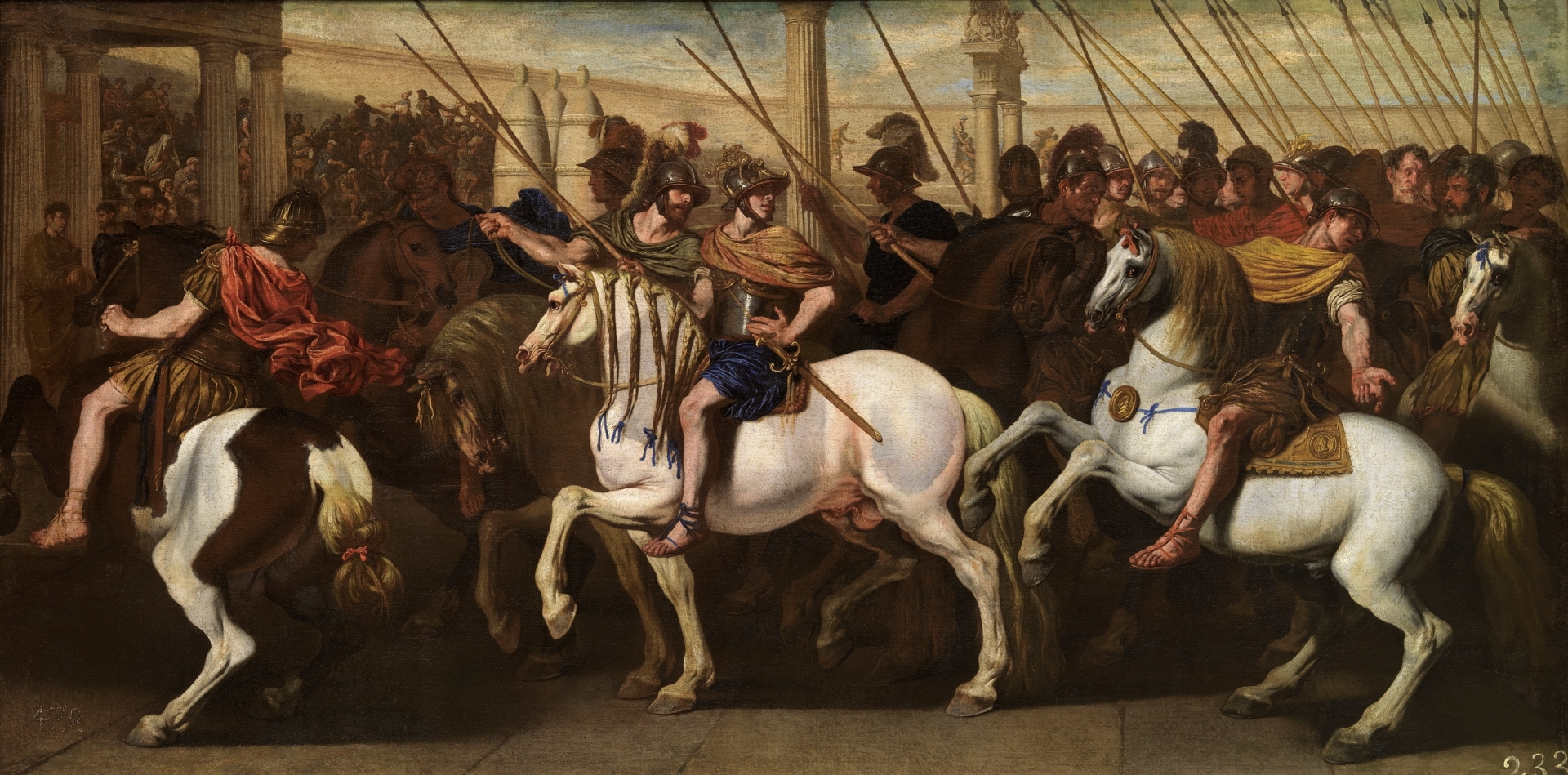
Soldados romanos en el circo, Museo del Prado
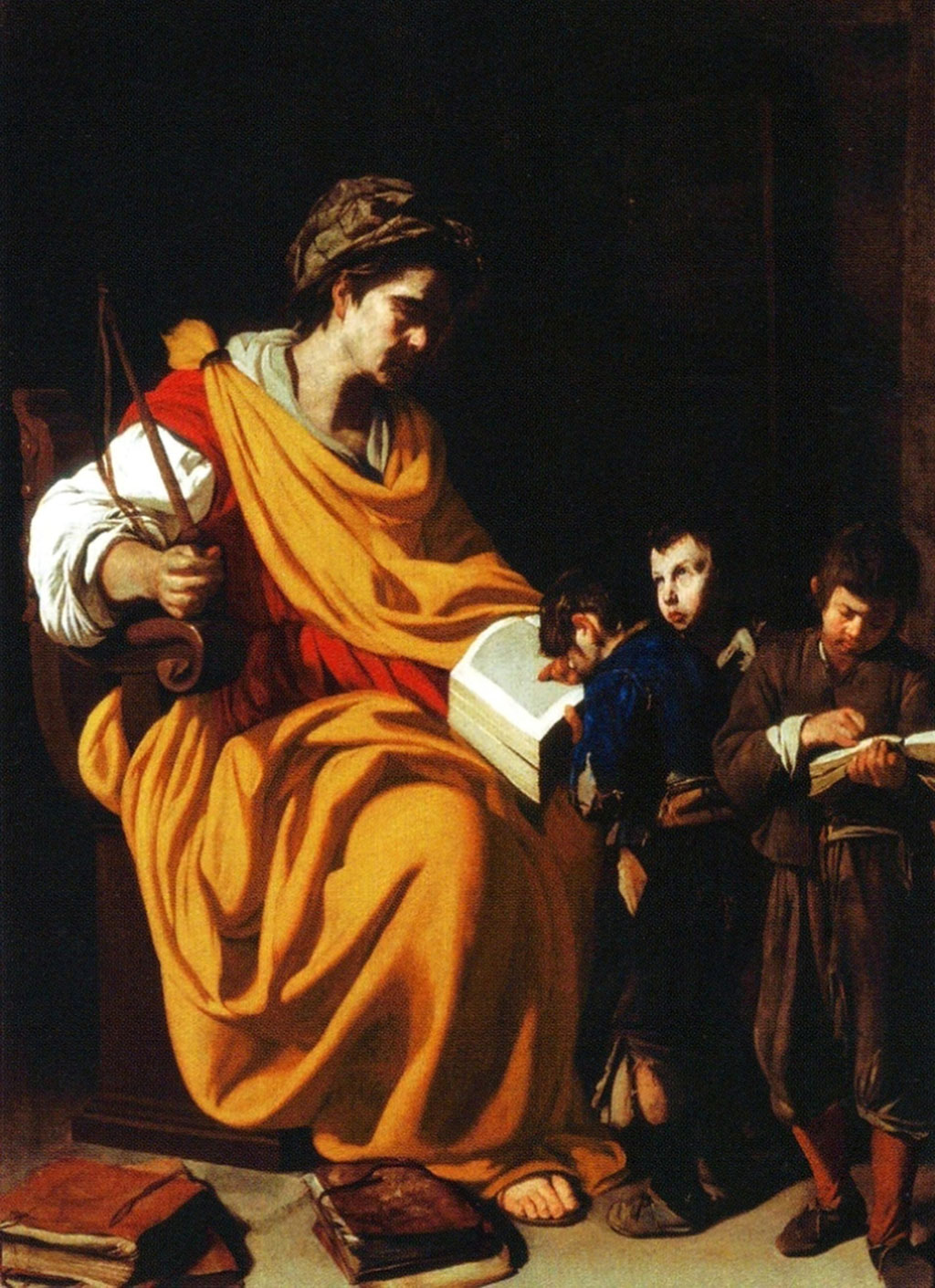
El maestro de escuela, Museo di Capodimonte
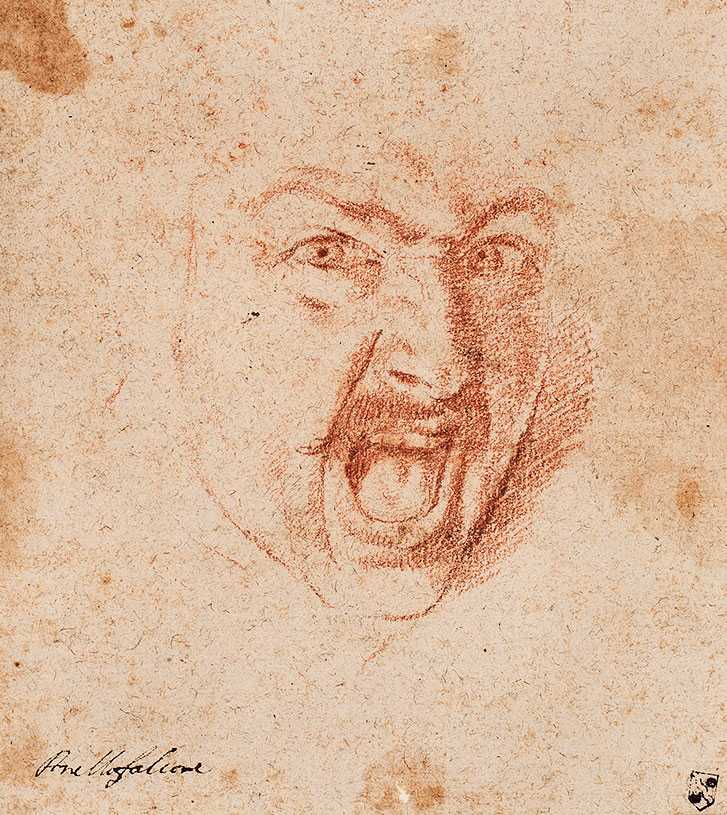
Cabeza de un guerrero que grita, dibujo, 1640, Kunsthalle Bremen